# Enno Rudolph
Enno Rudolph (* 14. November 1945 in Oldenburg) ist ein deutscher Philosoph und Hochschullehrer.

## Leben
Nach dem Studium der Philosophie und der Evangelischen Theologie in Münster und Heidelberg wurde Rudolph 1974 mit einer Dissertation über Kant promoviert und habilitierte sich 1983 mit einer Schrift über Aristoteles. Ab 1990 war er außerplanmäßiger Professor für Religionsphilosophie an der Universität Heidelberg. Seit 2000 war er ordentlicher Professor für Philosophie und Leiter des Kulturwissenschaftlichen Instituts an der Universität Luzern. 2011 wurde Rudolph emeritiert.
Seine Forschungsschwerpunkte sind die Kulturphilosophie (Cassirer-Forschung), die Wirkungsgeschichte der Antike, die Philosophie der Renaissance und die Philosophie des 20. Jahrhunderts.